# Henrique Sereno
Henrique Sereno Fonseca (Elvas, 18 marzo 1985) è un ex calciatore portoghese, di ruolo difensore.

## Carriera
Inizia i primi passi da calciatore nella squadra dell'O Elvas, squadra della sua città di nascita. Nella stagione 2005-2006 viene acquistato dal Vitória Guimarães, dove però non trova spazio. Viene mandato così in prestito al Famalicão, in Segunda Divisão dove in mezza stagione gioca ben 23 gare di campionato. Ritornato dal prestito, il Vitória Guimarães gli concede più spazio e trova anche le sue due prime reti da professionista. Viene rimandato in prestito nel 2010 al Real Valladolid. Nella sessione estiva di calciomercato seguente, viene acquistato dal Porto e vince con la squadra portoghese la Primeira Liga 2010-2011, il Taça de Portugal 2010-2011 e l'Europa League 2010-2011 nonostante il poco spazio trovato in squadra. Nella stagione 2011-2012 viene mandato in prestito al Colonia.

## Palmarès

### Club

#### Competizioni nazionali
- Supercoppa di Portogallo: 1

Porto: 2010
- Campionato portoghese: 1

Porto: 2010-2011
- Coppa del Portogallo: 1

Porto: 2010-2011
- Indian Super League: 2

Atlético de Kolkata: 2016
Chennaiyin: 2017-2018

#### Competizioni internazionali
- UEFA Europa League: 1

Porto: 2010-2011